# Kadiolo (Kreis)

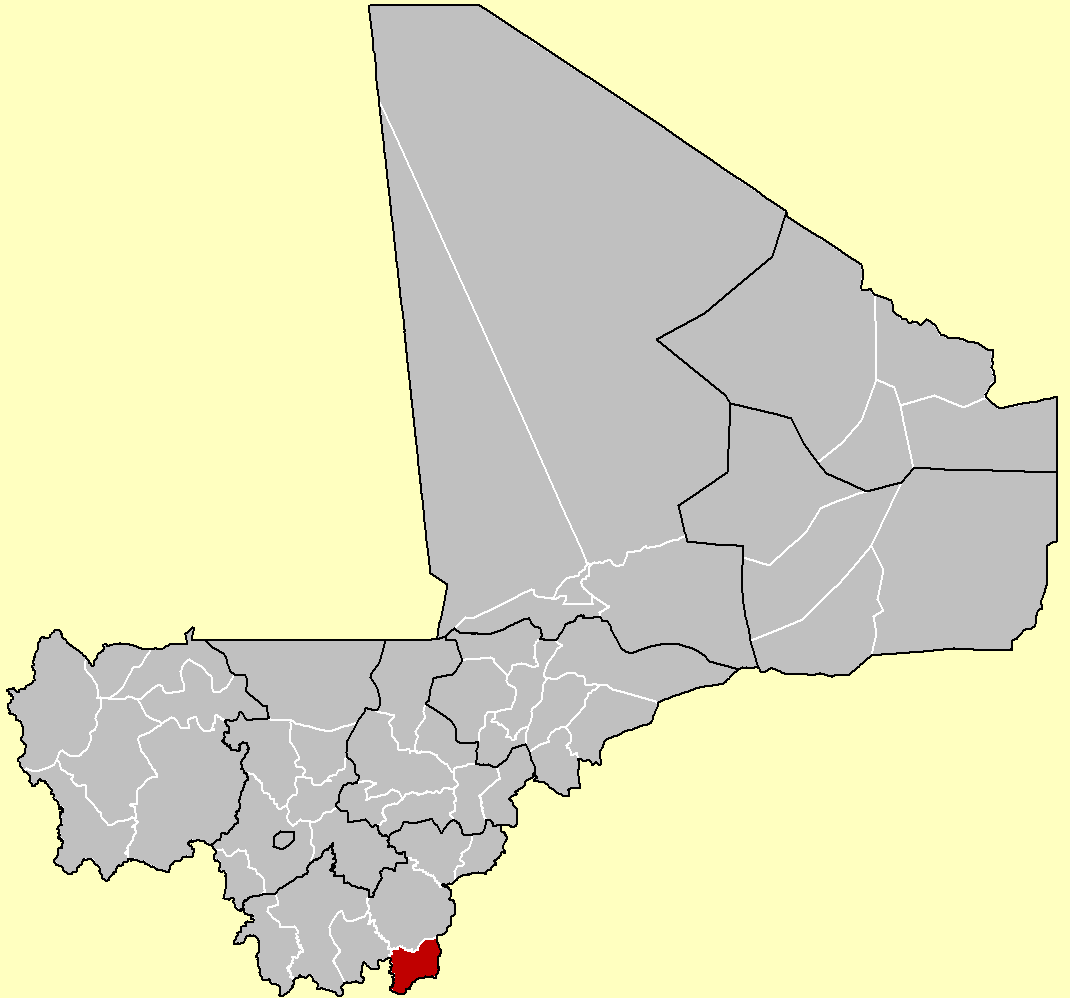
Kreis Kadiolo

Kadiolo ist der Name eines Kreises (franz. cercle de Kadiolo) in der Region Sikasso in Mali.
Der Kreis teilt sich in 10 Gemeinden, die Einwohnerzahl betrug beim Zensus 2009 239.713 Einwohner. (Zensus 2009)
Gemeinden: Kadiolo (Hauptort), Diou, Dioumaténé, Fourou, Kadiolo, Kaï, Loulouni, Misséni, Nimbougou, Zégoua.